# بلک‌جک: داستان جکی رایان
بلک جک: داستان جکی رایان (به انگلیسی: Blackjack: The Jackie Ryan Story) یک فیلم ورزشی، درام و زندگی‌نامه‌ای آمریکایی محصول سال ۲۰۲۰ به کارگردانی دنی ای. آبکاسر با بازی کرگ فینلی در نقش جک رایان بازیکن استریتبال اهل بروکلین است.
این فیلم در ۳۰ اکتبر ۲۰۲۰ اکران شد.

## داستان
این فیلم داستان زندگی افسانه بسکتبال جکی رایان که از کوچه پس کوچه‌های بروکلین حرفه خود را اغار کرده روایت می‌کند.

## بازیگران
- اشلی گرین … جنی برک
- کرگ فینلی … جک رایان
- براندون توماس لی … بیلی رایان
- دیوید آرکت … بیگ جک
- رابرت داوی … پدر برنان
- بو دیتل … ادی فالکون